# برص منزلي فارسي
برص منزلي فارسي (الاسم العلمي Hemidactylus persicus)، نوع سحالي من برص المنازل وفصيلة الوزغية. أعطانه غرب آسيا.

## التوزيع
إيران (شيراز)، العراق، السعودية، عمان (مدينة)، البحرين، باكستان (السند، وزيرستان)، الهند، الإمارات العربية المتحدة، الكويت وقطر (اكتشف في جزيرة حالول في ربيع عام 2013).